# With the Beatles
With the Beatles é o segundo álbum de estúdio da banda britânica de rock The Beatles. Foi lançado no Reino Unido em 22 de novembro de 1963 pela Parlophone, oito meses após o lançamento do álbum de estreia da banda, Please Please Me. Produzido por George Martin, o álbum traz oito composições autorais (sete de dupla Lennon–McCartney e "Don't Bother Me", a primeira composição solo gravada de George Harrison e a primeira lançada em um álbum dos Beatles) e seis covers. As sessões também renderam o single que não faz parte do álbum: "I Want to Hold Your Hand" / "This Boy". A fotografia da capa foi tirada pelo fotógrafo Robert Freeman e desde então tem sido imitada por vários grupos musicais.
Nos Estados Unidos, as faixas do álbum foram divididas de forma desigual nos dois primeiros álbuns do grupo lançados pela Capitol Records: Meet the Beatles! e The Beatles' Second Album(em inglês). Algo semelhante aconteceu no Brasil, onde a Odeon Records detinha o catálogo da banda. Algumas faixas do álbum foram lançadas no LP Beatlemania, enquanto as restantes foram inseridas no segundo lançamento do grupo pela gravadora, The Beatles Again.
O álbum foi classificado em 420º lugar na lista de "500 Maiores Álbuns de Todos os Tempos" da revista Rolling Stone em 2003, e foi incluído no livro 1001 Albums You Must Hear Before You Die (2010). Também foi eleito à 275ª posição na terceira edição do All Time Top 1000 Albums do escritor inglês Colin Larkin.

## Gravação
Em 1963, os grupos musicais normalmente eram obrigados a lançar mais de um LP por ano. Como tal, o produtor dos Beatles, George Martin, e o empresário Brian Epstein planejaram que a banda lançasse dois LPs e quatro singles por ano. Pouco depois de gravar "She Loves You" em 1º de julho de 1963, os Beatles retornaram ao EMI Studios de Londres apenas quatro meses após o lançamento de Please Please Me. Ao contrário de sua estreia, cuja maior parte das faixas (10 das 14, excluindo os compactos lançados anteriormente) foram gravadas em um dia, With the Beatles foi gravado em sete sessões ao longo de três meses. Em 18 de julho, o grupo gravou quatro covers: "You Really Got a Hold on Me", "Money (That's What I Want)", "Devil in His Heart", renomeada como "Devil in Her Heart", e "Till There Was You", embora esta gravação tenha sido considerada insatisfatória.
Os Beatles se reuniram novamente no estúdio na manhã de 30 de julho, gravando uma versão cover de "Please Mr. Postman" das Marvelettes e começando a trabalhar na primeira música nova de Lennon–McCartney, "It Won't Be Long". Após uma pausa para gravar uma sessão de rádio da BBC para o programa Saturday Club, eles retornaram no final da tarde, gravando overdubs em "Money", um remake de "Till There Was You" e uma cover de "Roll Over Beethoven" de Chuck Berry. A sessão terminou com os retoques finais em "It Won't Be Long" e a gravação de "All My Loving" de Paul McCartney, que o autor e historiador Mark Lewisohn descreveu como "de longe sua melhor e mais complexa composição até aquele momento". O single de "She Loves You" / "I'll Get You" foi lançado em 23 de agosto, se tornando o primeiro compacto do grupo a vender mais de um milhão de cópias somente na Grã-Bretanha.
Após um intervalo, os Beatles retornaram ao EMI em 11 de setembro de 1963. Eles tentaram "Little Child" de John Lennon e a contribuição vocal do baterista Ringo Starr para o álbum, "I Wanna Be Your Man", uma composição autoral de Lennon–McCartney que foi dada aos Rolling Stones, que a lançou como seu segundo single; ambas as tentativas foram consideradas insatisfatórias. O grupo iniciou e finalizou duas composições de John, "All I've Got to Do" e "Not a Second Time", e começou a gravar a primeira composição solo de George, "Don't Bother Me", que também ficou inacabada. No dia seguinte, a banda refez "Hold Me Tight", que havia sido ensaiada no início do ano em 11 de fevereiro, terminou "Little Child" e "Don't Bother Me", mas novamente deixou "I Wanna Be Your Man" inacabada. Em 30 de setembro, George Martin adicionou overdubs de piano e órgão Hammond a "Money" e "I Wanna Be Your Man", respectivamente, enquanto a banda estava de férias. A banda voltou no dia 3 de outubro, gravando mais tomadas de "I Wanna Be Your Man".
A gravação em quatro trilhas foi instalada no estúdio EMI antes da sessão de 17 de outubro, quando os Beatles gravaram seu novo single, "I Want to Hold Your Hand" / "This Boy", bem como as falas de um disco de Natal para o fã clube da banda(em inglês). A banda terminou "I Wanna Be Your Man" em 23 de outubro, antes de Martin iniciar as mixagens monofônica e estereofônica no mesmo dia e continuar seis dias depois. Os preparativos finais foram feitos em 30 de outubro, com o álbum oficialmente concluído em 4 de novembro.

## Arte da capa
Impressionado com as fotos em preto e branco de John Coltrane tiradas por Robert Freeman, Brian Epstein convidou o fotógrafo para criar a imagem da capa do álbum. George Harrison disse mais tarde que, embora a capa de Please Please Me fosse uma "porcaria", o segundo LP foi "o começo de estarmos ativamente envolvidos na arte dos Beatles, o primeiro em que pensamos: 'Ei, vamos ser artísticos.'" O grupo pediu a Freeman que se inspirasse nas fotos que sua amiga Astrid Kirchherr havia tirado em Hamburgo entre 1960 e 1962, mostrando os membros da banda em meia-sombra e sérios. Para alcançar esse resultado, em 22 de agosto de 1963, Freeman os fotografou em um corredor escuro do Hotel Palace Court em Bournemouth, onde a banda fazia uma temporada de verão no cinema Gaumont local. Para caber no formato quadrado da capa, colocou Ringo no canto inferior direito, "já que foi o último a entrar no grupo. Ele também era o mais baixo". Paul descreveu o resultado como "muito temperamental", acrescentando: "as pessoas acham que ele deve ter trabalhado nisso desde sempre. Mas demorou uma hora. Ele sentou-se, pegou alguns rolos (de fita) e pronto."
O conceito original era enquadrar a imagem de ponta a ponta, sem título ou crédito de artista – um conceito que ia contra a prática da indústria musical e foi imediatamente vetado pela EMI. O primeiro álbum a ter uma imagem de ponta a ponta foi o álbum de estreia autointitulado dos Rolling Stones, lançado cinco meses depois. A EMI também se opôs ao fato dos Beatles não estarem sorrindo; foi só depois da intervenção de George Martin, como chefe da Parlophone, que o retrato da capa foi aprovado. Freeman recebeu £75 por seu trabalho, três vezes o valor inicialmente oferecido pela EMI.

## Lançamento e legado
With the Beatles foi lançado pela Parlophone em 22 de novembro de 1963, oito meses depois de Please Please Me. O álbum se tornou o primeiro álbum dos Beatles lançado na América do Norte quando foi lançado no Canadá em 25 de novembro de 1963 sob o título Beatlemania! With the Beatles, com texto adicional na capa do álbum, e lançado apenas em mono na época. Para o lançamento nos Estados Unidos, a ordem original de With the Beatles foi dividida de forma desigual nos dois primeiros álbuns do selo Capitol: nove faixas foram lançadas em Meet the Beatles! (as oito composições autorais mais "Till There Was You"), enquanto as cinco canções restantes, todas versões cover, saíram em The Beatles' Second Album(em inglês).
Em 26 de fevereiro de 1987, With the Beatles foi lançado oficialmente em Compact Disc (CD), apenas no formato monofônico. Tendo estado disponível apenas por meio de importação nos Estados Unidos no passado, o álbum também foi lançado internamente lá em LP e cassete em 21 de julho de 1987. Junto com o resto do cânone dos Beatles, foi relançado em CD em versões estéreo e mono recentemente remasterizadas em 9 de setembro de 2009.
O álbum foi classificado em 420º lugar na lista dos "500 Maiores Álbuns de Todos os Tempos" da revista Rolling Stone em 2003, e foi incluído na lista do livro 1001 Albums You Must Hear Before You Die, de Robert Dimery. Foi eleito o número 275 na terceira edição do All Time Top 1000 Albums do escritor inglês Colin Larkin.

### Lançamento no Brasil
No Brasil, semelhante ao caso dos Estados Unidos, as canções do álbum foram divididas nos dois primeiros lançamentos nacionais da banda, cujos direitos de publicação no país eram detidos pela Odeon Records. A maior parte das faixas do álbum foi lançada em Beatlemania, com exceção das canções "Hold Me Tight", "Money" e "All My Loving", que foram inseridas no segundo LP do grupo pela gravadora Odeon, The Beatles Again. As duas outras faixas presentes no disco original e omitidas desses dois lançamentos, "Not a Second Time" e "Till There Was You", foram lançadas em um compacto duplo em 1965, acompanhadas das canções "Help!" e "I'm Down", algumas semanas antes do lançamento do álbum Help! no Brasil.
Um lançamento oficial de With the Beatles no Brasil não aconteceu até 1974, quando toda a discografia do grupo foi adaptada para o padrão inglês e os típicos LPs brasileiros da banda começaram a ser descontinuados (com exceção de Os Reis do Ié, Ié, Ié!, que continuou sendo produzido, embora com a capa padrão da edição inglesa e com o título de A Hard Day's Night no selo e na capa frontal, até a última série de lançamentos em vinil da banda no Brasil em 1988).

## Lista de faixas
Todas as faixas escritas e compostas por Lennon–McCartney, exceto as indicadas. 
| Lado um        | |                    |         |  |
| N.º            | Título | Solista(s)         | Duração |  |
| 1.             | "It Won't Be Long"                                                                                        | Lennon             | 2:13    |  |
| 2.             | "All I've Got To Do"                                                                                      | Lennon             | 2:02    |  |
| 3.             | "All My Loving"                                                                                           | McCartney          | 2:07    |  |
| 4.             | "Don't Bother Me" (George Harrison)                                                                       | Harrison           | 2:28    |  |
| 5.             | "Little Child"                                                                                            | Lennon e McCartney | 1:46    |  |
| 6.             | "Till There Was You" (Meredith Willson)                                                                   | McCartney          | 2:14    |  |
| 7.             | "Please Mister Postman" (Georgia Dobbins, William Garrett, Freddie Gorman, Brian Holland, Robert Bateman) | Lennon             | 2:34    |  |
| Duração total: | Duração total:                                                                                            | Duração total:     | 15:24   |  |

| Lado dois      |                                                            |                   |         |  |
| N.º            | Título                                                     | Solista(s)        | Duração |  |
| 1.             | "Roll Over Beethoven" (Chuck Berry)                        | Harrison          | 2:45    |  |
| 2.             | "Hold Me Tight"                                            | McCartney         | 2:32    |  |
| 3.             | "You Really Got A Hold On Me" (Smokey Robinson)            | Lennon e Harrison | 3:01    |  |
| 4.             | "I Wanna Be Your Man"                                      | Starr             | 1:59    |  |
| 5.             | "Devil in Her Heart" (Richard Drapkin)                     | Harrison          | 2:28    |  |
| 6.             | "Not a Second Time"                                        | Lennon            | 2:07    |  |
| 7.             | "Money (That's What I Want)" (Janie Bradford, Berry Gordy) | Lennon            | 2:49    |  |
| Duração total: | Duração total:                                             | Duração total:    | 17:43   |  |

## Ficha técnica
De acordo com Mark Lewisohn:
The Beatles
- John Lennon – vocais principais, vocais de apoio e harmonias vocais; guitarras acústica e elétrica rítmica; palmas; harmônica em "Little Child"; guitarra clássica em "Till There Was You"; pandeireta em "Don't Bother Me"
- Paul McCartney – vocais principais, vocais de apoio e harmonias vocais; baixo elétrico; palmas; piano em "Little Child", claves(em inglês) em "Don't Bother Me"
- George Harrison – vocais principais, vocais de apoio e harmonias vocais; guitarras solo e acústica; palmas; guitarra clássica em "Till There Was You"
- Ringo Starr – bateria, pandeireta, maracas, palmas; vocais principais em "I Wanna Be Your Man", Bongô árabe de pele solta em "Till There Was You" e "Don't Bother Me"

Produção
- Robert Freeman – fotografia da capa
- George Martin – arranjo, produção e mixagem; piano em "You Really Got a Hold on Me", "Not a Second Time" e "Money"; órgão em "I Wanna Be Your Man"
- Norman Smith – engenharia e mixagem